# Sergej Šustikov (calciatore 1989)
Sergej Sergeevič Šustikov (in russo Сергей Сергеевич Шустиков?; Mosca, 5 marzo 1989) è un calciatore russo, difensore svincolato.

## Biografia
È figlio d'arte dato che il suo omonimo padre è stato un calciatore e allenatore; anche suo nonno Viktor è stato calciatore e allenatore.

## Carriera

### Club
Cresciuto nelle giovanili di Spartak Mosca prima e FK Mosca poi, nel gennaio del 2008 si trasferisce al Kryl'ja Sovetov Samara, con cui il 20 settembre 2008 effettua il suo esordio nella Prem'er-Liga 2008 subentrando nel corso del primo tempo a Oh Beom-seok nella sconfitta contro l'Amkar Perm'. Impiegato solo in Coppa e nelle formazioni giovanili, nel 2010 Šustikov passa al Rostov, ma in tutta la stagione gioca solo nella formazione riserve.
Trasferitosi in prestito al Volga Ul'janovsk, trovò maggiore continuità di impiego disputando 9 gare di Vtoroj divizion 2011-2012, prima di rientrare dal prestito e trovarsi senza squadra da metà 2011. Ad inizio 2012 trovò l'accordo col Chimik Dzeržinsk, sempre in terza serie e nel medesimo girone. A fine stagione passa al Lokomotiv Mosca, ma giocò esclusivamente nella formazione riserve, sempre in terza serie. A gennaio 2013 torna così al Chimik Dzeržinsk con cui vinse il girone di Vtoroj divizion 2012-2013 e conquistò la promozione in seconda serie. Giocò altre due stagioni col Chimik Dzeržinsk: nella prima ottenne una sofferta salvezza in PFN Ligi, nella seconda retrocesse.
Passò così nell'estate 2015 al Torpedo Mosca, appena retrocessa dalla prima alla terza serie. Dopo quattro anni in tale categoria, vinse il Girone Centro e ottenne il ritorno in seconda serie. Dopo quindici gare disputata nella Pervenstvo Futbol'noj Nacional'noj Ligi 2020-2021, Šustikov si trasferì per la prima volta all'estero nel gennaio 2021, accasandosi con i kazaki dell'Aqjaıyq. Il 14 marzo 2021 giocò da titolare la partita persa contro il Tobyl valida per la prima giornata di Qazaqstan Prem'er Ligasy 2021. Divenuto capitano della squadra, il 19 giugno 2022 segnò la sua prima rete nel campionato kazako, nel pareggio contro il Turan Tovuz maturato nella gara valida per la quattordicesima giornata di Qazaqstan Prem'er Ligasy 2022. A fine stagione la squadra finì ultima, retrocedendo.

## Palmarès

### Club
- Pervenstvo Professional'noj Futbol'noj Ligi: 2

Chimik Dzeržinsk: 2012-2013  (girone Ovest)
Torpedo Mosca: 2018-2019 (girone Centro)